# Ласницхёэ
Ласницхёэ (нем. Laßnitzhöhe) — ярмарочная община (нем. Marktgemeinde) в Австрии, в федеральной земле Штирия. Входит в состав округа Грац-Умгебунг.  
Население составляет 2623 человека (на 31 декабря 2005 года). Занимает площадь 14,85 км².

## Политическая ситуация
Бургомистр общины — Йозеф Гросшедль (АНП) по результатам выборов 2005 года.
Совет представителей общины (нем. Gemeinderat) состоит из 15 мест.
- АНП занимает 10 мест.
- Зелёные занимают 3 места.
- СДПА занимает 2 места.